# ريجنالد ونجت
الجنرال السير فرانسيس ريجنالد وينغيت (بالإنجليزية: Francis Reginald Wingate)‏ ـ (25 يونيو 1861 ـ 29 يناير 1953)، ويعرف عادة باسم السير ريجنالد وينغيت، هو قائد عسكري بريطاني كان حاكمًا للسودان (1899 ـ 1916) ومندوبًا ساميًا لبريطانيا في مصر (1917 ـ 1919).

## نشأته
ولد وينغت في بورت غلاسغو في مقاطعة رينفروشاير (إنفركلايد حاليًا)، وكان الابن السابع لتاجر أقمشة من غلاسغو يدعى أندرو وينغت وزوجته إليزابيث تيرنر، التي ترجع أصول أسرتها إلى مدينة دبلن. توفي والده وعمره عام واحد، فانتقلت الأسرة ـ تحت ظروف ضاغطة ـ إلى جيرزي، حيث تلقى ويتغت تعليمه في مدرسة القديس جيمس.

## حياته العسكرية
التحق وينغت بالأكاديمية العسكرية الملكية في وولويتش، حيث تخرج ملازمًا بسلاح المدفعية الملكية في 27 يوليو 1880، ومن ثم خدم في الهند وعدن من مارس 1881 إلى 1883، ثم التحق بالكتيبة الرابعة من الجيش المصري عند إعادة تنظيمه على يد السير إيفيلين وود ورُقي استثنائيًا إلى رتبة ميجور (رائد). خدم وينغت أثناء حملة إغاثة غوردون بالسودان مساعدًا للسير إيفيلين وود وسكرتيرًا عسكريًا له. وفي سنة 1883 حصل وينغت على وسام العثمانية من الطبقة الرابعة من خديو مصر، وفي يونيو 1885 ورد اسمه في لائحة الشرف لخدمته أثناء العمليات العسكرية في سواكن وأعالي النيل.
بعد أن عمل ونجت في إنجلترا لفترة وجيزة مساعدًا لوود، الذي كان قد تبوأ وقتها منصب القائد العام للمنطقة الشرقية، عاد إلى الانضمام إلى الجيش المصري سنة 1886 ليعمل سكرتيرًا عسكريًا مساعدًا للسير فرانسيس غرينفل.
في سنة 1887 حصل ونجت على الوسام المجيدي من الطبقة الرابعة، وفي سنة 1889 شارك في العمليات العسكرية على الجبهة السودانية ومنها اشتباكات توسكي، التي نال بعدها وسام الخدمة المميزة، كما شارك في عمليات عسكرية أخرى سنة 1891 حيث شارك في احتلال طوكر.

## روابط خارجية
- ريجنالد ونجت على موقع الموسوعة البريطانية (الإنجليزية)